# Lista das maiores goleadas do Campeonato Brasileiro de Futebol - Série C

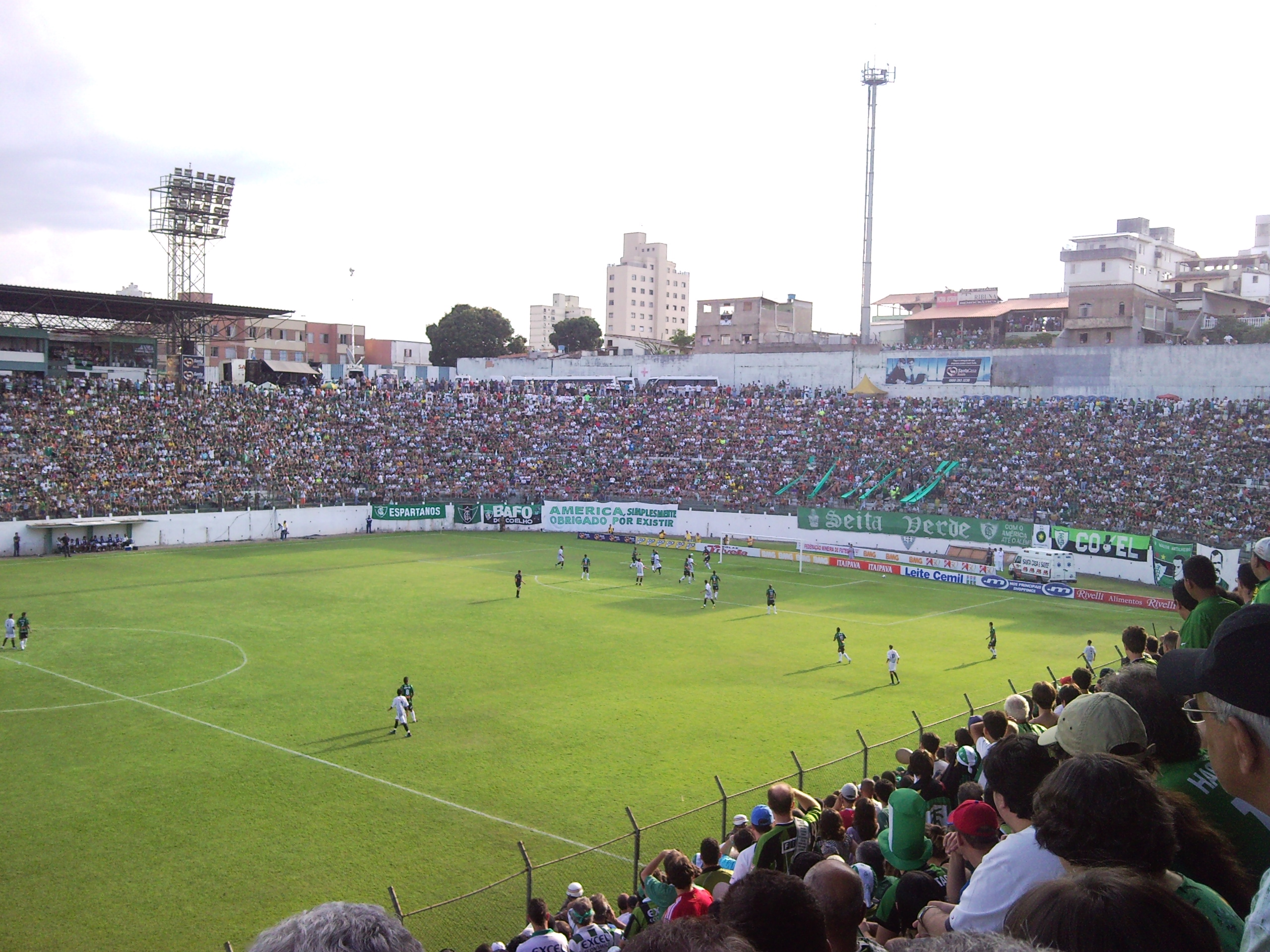
O Estádio Independência, em Belo Horizonte, foi o local da maior goleada da história da Série C.

Esta é uma lista das maiores goleadas do Campeonato Brasileiro de Futebol - Série C, competição nacional de clubes de futebol do Brasil, organizada pela Confederação Brasileira de Futebol (CBF), que equivale à terceira divisão do futebol brasileiro.
Uma goleada é caracterizada como uma vitória por uma ampla diferença de gols, mas essa diferença não é quantificada. Alguns comentaristas e analistas de futebol consideram uma goleada qualquer triunfo a partir de três gols de diferença, enquanto outros só consideram a partir de quatro gols. Há também quem utilize uma soma de ambos os critérios, considerando goleada a diferença de três ou mais gols, desde que seja marcado pelo menos quatro gols por uma mesma equipe, excluindo por exemplo o placar de 3–0.
A maior goleada da história da Série C ocorreu na edição de 2006, quando a equipe do América Mineiro derrotou a Jataiense por 9–0, pela segunda fase da competição. O segundo confronto na lista foi um duelo entre duas equipes maranhenses, quando o Santa Inês aplicou 8–0 no Tocantins-MA na primeira fase da Série C de 2002. Outros três jogos tiveram uma equipe marcando oito gols, com resultados de 8–1: a goleada do Tupi sobre o Avaí, em 1997; o triunfo do Joinville contra o Mogi Mirim, na edição de 2017; e a vitória do Volta Redonda diante do Brusque, fora de casa, em 2020.

## Lista
Estas são as 39 maiores goleadas da história da Série C, considerando como principal critério de desempate a diferença de gols e, posteriormente, o número de gols marcados pela equipe vencedora.
| N.º | Mandante            | Placar | Visitante         | Estádio                | Data           | Ano  | Ref.   |
| --- | ------------------- | ------ | ----------------- | ---------------------- | -------------- | ---- | ------ |
| 1   | América Mineiro     | 9–0    | Jataiense         | Independência          | 20 de agosto   | 2006 | [ 6 ]  |
| 2   | Santa Inês          | 8–0    | Tocantins-MA      | Binezão                | 8 de setembro  | 2002 | [ 7 ]  |
| 3   | Tupi                | 8–1    | Avaí              | Mario Helênio          | 12 de outubro  | 1997 | [ 8 ]  |
| 3   | Joinville           | 8–1    | Mogi Mirim        | Arena Joinville        | 9 de setembro  | 2017 | [ 9 ]  |
| 3   | Brusque             | 1–8    | Volta Redonda     | Augusto Bauer          | 28 de novembro | 2020 | [ 10 ] |
| 6   | Paulista            | 7–0    | Bayer             | Jayme Cintra           | 1 de outubro   | 1995 | [ 11 ] |
| 6   | CSA                 | 7–0    | Galícia           | Rei Pelé               | 26 de setembro | 1996 | [ 12 ] |
| 6   | Confiança           | 7–0    | Treze             | Batistão               | 9 de agosto    | 1998 | [ 13 ] |
| 6   | Anapolina           | 7–0    | Alvorada          | Jonas Duarte           | 16 de agosto   | 1998 | [ 14 ] |
| 6   | Ferroviário         | 7–0    | Cori-Sabbá        | Presidente Vargas      | 28 de setembro | 1998 | [ 15 ] |
| 6   | Juazeiro            | 7–0    | Cachoeiro-ES      | Adauto Moraes          | 21 de outubro  | 2001 | [ 16 ] |
| 6   | Ferroviário         | 7–0    | Tocantins-MA      | Presidente Vargas      | 9 de outubro   | 2002 | [ 17 ] |
| 6   | Botafogo-PB         | 7–0    | Imperatriz        | Almeidão               | 7 de novembro  | 2020 | [ 18 ] |
| 6   | Ferroviário         | 7–0    | Imperatriz        | Arena Castelão         | 28 de novembro | 2020 | [ 19 ] |
| 15  | Bacabal             | 7–1    | Imperatriz        | Correão                | 27 de outubro  | 1995 | [ 20 ] |
| 15  | Moto Club           | 7–1    | Tuna Luso         | Nhozinho Santos        | 4 de setembro  | 2004 | [ 21 ] |
| 15  | Gama                | 7–1    | AD Limoeiro       | Bezerrão               | 28 de novembro | 2004 | [ 22 ] |
| 15  | Villa Nova          | 7–1    | Democrata GV      | Castor Cifuentes       | 29 de julho    | 2007 | [ 23 ] |
| 15  | Atlético Goianiense | 7–1    | Itumbiara         | Antonio Accioly        | 6 de setembro  | 2008 | [ 24 ] |
| 20  | Paulista            | 6–0    | Democrata-SL      | Jayme Cintra           | 4 de setembro  | 1995 | [ 25 ] |
| 20  | Avaí                | 6–0    | Chapecoense       | Ressacada              | 28 de setembro | 1998 | [ 26 ] |
| 20  | Caxias              | 6–0    | América-SP        | Centenário             | 3 de outubro   | 1999 | [ 27 ] |
| 20  | Tiradentes-PA       | 6–0    | Rio Negro-AM      | Francisco Vasques      | 23 de setembro | 2001 | [ 28 ] |
| 20  | Tiradentes-PA       | 6–0    | Genus             | Francisco Vasques      | 9 de outubro   | 2001 | [ 29 ] |
| 20  | Central             | 6–0    | Corinthians-AL    | Lacerdão               | 14 de outubro  | 2001 | [ 30 ] |
| 20  | Guarabira           | 0–6    | São Gonçalo-RN    | Sílvio Porto           | 24 de outubro  | 2001 | [ 31 ] |
| 20  | União Barbarense    | 0–6    | Rio Branco-SP     | Antônio Lins Guimarães | 19 de julho    | 2006 | [ 32 ] |
| 20  | Criciúma            | 6–0    | Novo Hamburgo     | Heriberto Hülse        | 30 de julho    | 2006 | [ 33 ] |
| 20  | Criciúma            | 6–0    | Vitória           | Heriberto Hülse        | 26 de novembro | 2006 | [ 34 ] |
| 20  | Grêmio Jaciara      | 6–0    | Esportivo Guará   | Márcio Cassiano        | 29 de julho    | 2007 | [ 35 ] |
| 20  | Atlético Goianiense | 6–0    | Barras            | Serra Dourada          | 13 de outubro  | 2007 | [ 36 ] |
| 20  | ASA                 | 6–0    | Confiança         | Fumeirão               | 23 de julho    | 2008 | [ 37 ] |
| 20  | Boavista-RJ         | 6–0    | Linhares          | Eucy Resende           | 27 de julho    | 2008 | [ 38 ] |
| 20  | Atlético Goianiense | 6–0    | Confiança         | Serra Dourada          | 19 de outubro  | 2008 | [ 39 ] |
| 20  | Madureira           | 6–0    | Grêmio Barueri    | Conselheiro Galvão     | 10 de agosto   | 2013 | [ 40 ] |
| 20  | Santa Cruz          | 6–0    | Treze             | Arruda                 | 10 de agosto   | 2013 | [ 41 ] |
| 20  | Fortaleza           | 6–0    | Rio Branco-AC     | Presidente Vargas      | 21 de agosto   | 2013 | [ 42 ] |
| 20  | Guarani             | 6–0    | ABC               | Brinco de Ouro         | 26 de outubro  | 2016 | [ 43 ] |
| 20  | Mirassol            | 6–0    | Atlético Cearense | Maião                  | 3 de julho     | 2022 | [ 44 ] |